# Parabothus filipes
 Parabothus filipes és un peix teleosti de la família dels bòtids i de l'ordre dels pleuronectiformes.

## Morfologia
Pot arribar als 8,8 cm de llargària total.

## Distribució geogràfica
Es troba a les costes del Mar del Corall.